# Collège doctoral d'arts et sciences des médias
Le collège doctoral d'arts et sciences des médias (情報科学芸術大学院大学, Jōhō kagaku gijutsu daigakuin daigaku) ou IAMAS (acronyme en anglais) en abrégé est une université publique située dans la ville d'Ōgaki, préfecture de Gifu au Japon. Elle est fondée en 2001.

## Source
- (en) Cet article est partiellement ou en totalité issu de l’article de Wikipédia en anglais intitulé « Institute of Advanced Media Arts and Sciences » (voir la liste des auteurs).